# 세바스토폴
세바스토폴(영어: Sevastopol, /ˌsɛvəˈstoʊpəl, səˈvæstəpoʊl/), "세바스토폴"이라고 쓰여지는 것은 크림반도에서 가장 큰 도시이자 흑해의 주요 항구이다. 세바스토폴은 전략적 위치와 도시 항구의 항해 가능성으로 인해 역사 전반에 걸쳐 중요한 항구 및 해군 기지였다. 1783년 도시가 설립된 이래로 러시아의 흑해함대의 주요 거점이었다. 20세기 냉전 당시에는 폐쇄도시였다. 총면적은 864 제곱킬로미터 (334 mi2)이며 상당한 양의 농촌 토지를 포함한다. 세바스토폴만을 중심으로 크게 집중된 도시 인구는 479,394명이다. 그리고 총 인구는 547,820명이다.
세바스토폴은 크림의 나머지 지역과 함께 국제적으로 우크라이나의 일부로 인정되고 있으며, 우크라이나 법적인 하에서는 행정적으로 두 가지 특별지위도시(다른 하나는 키이우) 중 하나이다. 그러나 2014년 3월 18일 러시아의 크림반도 합병 이전인 2014년 2월 27일부터 러시아가 점령하고 있으며 연방시의 지위를 부여했다. 우크라이나와 러시아 모두 이 도시를 각각 크림 자치 공화국 및 크림 공화국과 행정적으로 분리된 것으로 간주한다. 이 도시의 인구는 민족 러시아인 다수와 상당한 소수 우크라이나인 및 크림 타타르인을 구성하고 있다.
세바스토폴의 독특한 해군 및 해상 기능은 강력한 경제의 기초가 되었다. 이 도시는 온화한 겨울과 적당히 따뜻한 여름을 즐기는데, 이는 주로 구소련 공화국에서 온 방문객들에게 인기 있는 해변휴양지와 관광지로 만드는 데 도움이 되는 유형이다. 이 도시는 또한 해양생물학 연구의 중요한 중심지이다. 특히 군은 1960년대부터 군용을 위해 도시에서 고래를 연구하고 훈련시켰다.

## 역사
오늘날 세바스토폴의 자리에는 기원전 6세기에 고대 그리스의 식민 도시인 케르소네소스가 건설되었다. 러시아 제국이 크림 칸국을 병합한 지 얼마 되지 않은 1784년에 아크티아르(Akhtiar, 흰 벼랑)이라는 흑해안의 요새로 건설되었다. 크림 전쟁(1854∼55) 및 제2차 세계 대전의 격전지이다.

### 소련 통치기
제2차 세계 대전에서 독일군과 소련군의 치열한 전투인 세바스토폴 포위전이 있었던 곳이다. 250일간의 치열한 전투 끝에 세바스토폴 요새는 1942년 7월 추축국 군대에게 함락되었다. 나치 독일은 이 곳을 "테오도리히스하펜"(독일어: Theodorichshafen)으로 개칭하였고 식민화할 계획이었다. 그러나 1944년 5월 9일 붉은 군대에 의해 탈환되었으며 이듬해 영웅 도시의 칭호를 받았다.
소비에트 연방 시대에 이 곳은 폐쇄도시였으며 외부인들의 출입이 통제되었다. 1954년 러시아 소비에트 연방 사회주의 공화국에서 우크라이나 소비에트 사회주의 공화국 관할로 변경되었다. 1957년에는 발라클라바 읍을 흡수하였다.

### 우크라이나 통치기

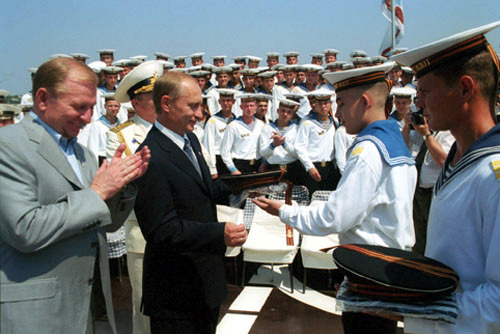
2001년 7월, 러시아 흑해 함대의 기함(旗艦)을 방문한 레오니드 쿠치마 우크라이나 대통령과 블라디미르 푸틴 러시아 대통령

소련 붕괴 이후, 러시아에서는 크림반도와 세바스토폴을 우크라이나 영토로 인정하지 않으려는 분위기가 강했다. 1993년 7월 10일, 러시아 연방의회는 세바스토폴을 "러시아의 연방시"로 선언하는 결의안을 통과시켰다. 그 때 보리스 옐친 대통령의 많은 지지자들은 의회의 구성원으로서의 업무가 정지된 상태였다. 동년 7월 20일 유엔 안전보장이사회는 러시아 의회의 결의안을 비판했다.
소련 해체와 함께 이 곳에 기지를 둔 러시아 흑해 함대 부지(敷地)는 1997년 5월 러시아와 우크라이나 사이에 체결된 조약에 따라 2017년까지 러시아가 임대하게 되었다. 여기에는 우크라이나 해군 사령부도 주둔하고 있었다. 2010년 러시아와 우크라이나는 러시아 흑해 함대 부지의 임대 기간을 2042년까지 연장하는 조약인 하르키우 조약을 체결했다.

### 2014년 크림 위기
세바스토폴을 비롯한 크림반도는 유로마이단에 반대하는 분위기가 강하였다. 2014년 3월 16일에 우크라이나로부터 독립을 선언한 크림 자치 공화국과 세바스토폴이 동시에 실시한 러시아와의 합병 여부를 묻는 주민 투표에서 압도적인 비율로 러시아와의 합병에 찬성하였다.
블라디미르 푸틴 러시아 대통령과 세르게이 악쇼노프 크림 공화국 총리, 블라디미르 콘스탄티노프 크림 공화국 최고회의 의장, 알렉세이 찰리 세바스토폴 시장은 3월 18일에 러시아-크림 공화국 합병 조약에 서명(러시아의 크림반도 합병)하였으며, 3월 21일에는 러시아 연방의회가 크림반도 합병 조약 비준과 관련 법률 개정안을 통과시킨 데 이어 블라디미르 푸틴 러시아 대통령이 최종 서명함으로써 크림 공화국과 함께 러시아의 연방주체로 편입되는 법적인 절차는 마무리되었다. 이에 따라 세바스토폴은 크림 연방관구에 속한 연방시가 되었으며 완전한 합병은 2015년 1월 1일에 완료되었다.
하지만 우크라이나를 비롯한 절대다수 국가들은 이 합병을 불법이라고 주장하고 있다. 유엔 총회는 2014년 3월 27일 캐나다, 코스타리카, 독일, 리투아니아, 폴란드, 우크라이나의 주도로 제출된 러시아의 크림반도 합병을 승인하지 않는다는 내용을 담은 결의안(유엔 총회 결의 68/262)을 통과시켰다.

## 인구
2001년 우크라이나 인구 조사 당시에 342,451명이었으며, 우크라이나에서는 15위, 크림반도 최대의 도시였다. 러시아인이 71.6%, 우크라이나인이 22.4%, 벨라루스인이 1.6%, 타타르인이 0.7%, 크림 타타르인이 0.5% 등을 차지했다.
| 연도                | 인구    | ±%     |
| ------------------- | ------- | ------ |
| 1897                | 53,595  | —      |
| 1926                | 68,003  | +26.9% |
| 1939                | 109,104 | +60.4% |
| 1959                | 148,033 | +35.7% |
| 1970                | 228,904 | +54.6% |
| 1979                | 300,686 | +31.4% |
| 1989                | 356,123 | +18.4% |
| 2001                | 342,451 | −3.8%  |
| 2014                | 393,304 | +14.8% |
| 2021                | 547,820 | +39.3% |
| Source: Census data |         |        |

## 산업
해군과 관련된 산업 이외에도, 원양어업이 발달했으며 공업 기지가 들어서 있다. 러시아 최대의 플라스틱 제조사인 스트로이텔(Stroitel)이 있다.

## 교통수단

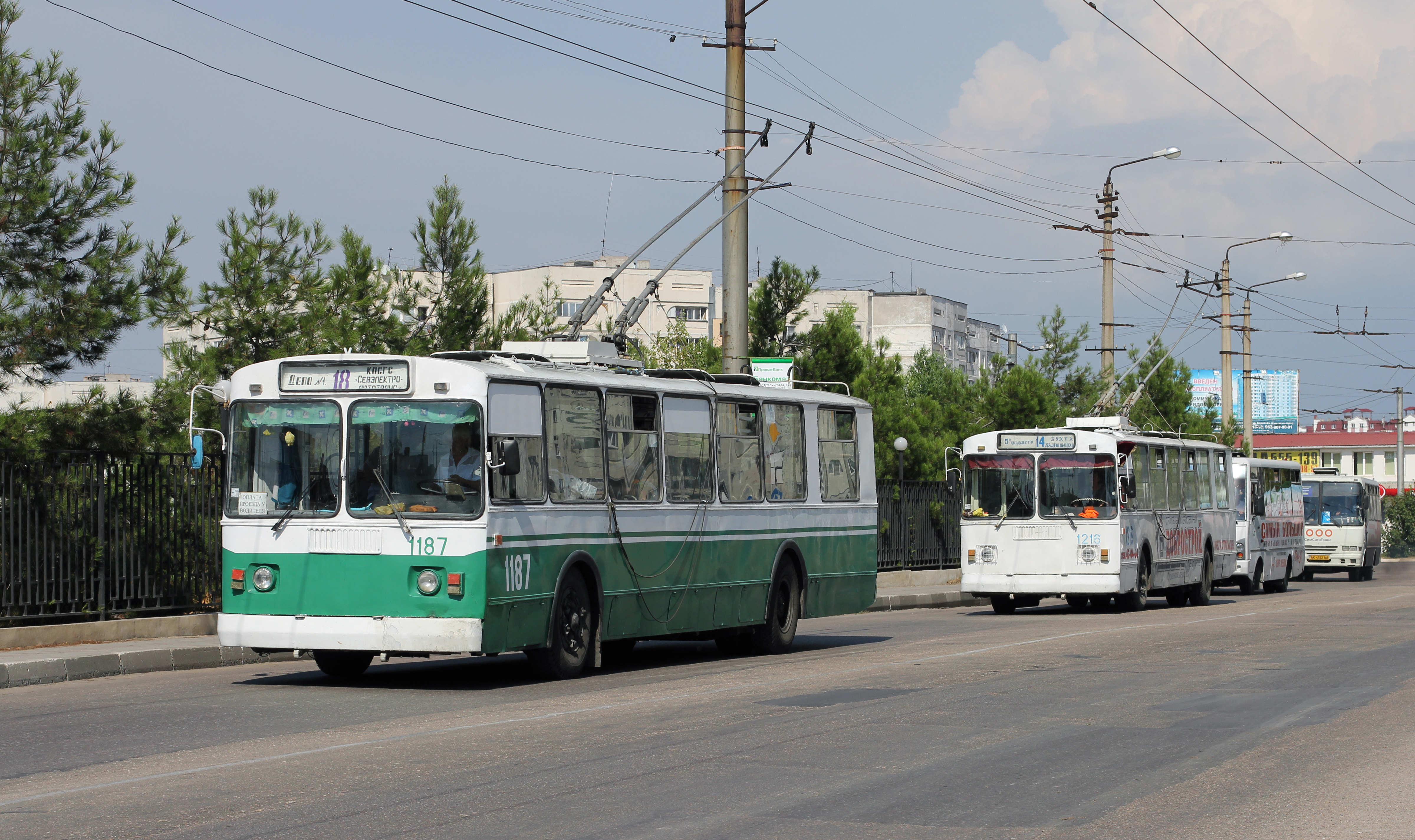
시내의 트롤리버스 ZiU-9

19세기에 들어 도시는 빠르게 발전했으며, 1875년 철도가 생긴 이후에 도시의 성장속도는 더 급격해졌다. 세바스토폴에는 전 시대에 걸쳐 언제나 항구가 위치해 있었다. 현재 세바스토폴에는 많은 버스 정류장과 벨벡 공항이 위치해 있다. 벨벡 공항은 모스크바의 도모데도보 국제공항과 키이우와의 항공 노선을 정기 운항을 하며, 소규모 전세기들 또한 이 공항을 이용하고 있다.
1898년부터 세바스토폴 시민들은 제정(帝政) 러시아 시대의 첫 번째 교통수단 중 하나인 전동차를 이용할 수 있게 되었다. 한편, 1925년에는 세바스토폴과 발라클라바를 연결하는 도시 간선이 생겼다. 전쟁 당시 이 간선의 상당 부분이 파괴되어 없어졌다. 지형의 높낮이 차이가 크고 전동차 선로 간격이 좁아 이용이 불편할 것이라는 이유 때문에 세바스토폴 해방 이후에도 전동차 운행 재개에 대한 제안은 받아들여지지 않았다. 전쟁 때 손실되지 않은 전동차 철로는 전시되어 있다.

## 기후
| Sevastopol의 기후          | Sevastopol의 기후 | Sevastopol의 기후 | Sevastopol의 기후 | Sevastopol의 기후 | Sevastopol의 기후 | Sevastopol의 기후 | Sevastopol의 기후 | Sevastopol의 기후 | Sevastopol의 기후 | Sevastopol의 기후 | Sevastopol의 기후 | Sevastopol의 기후 | Sevastopol의 기후 |
| 월                         | 1월               | 2월               | 3월               | 4월               | 5월               | 6월               | 7월               | 8월               | 9월               | 10월              | 11월              | 12월              | 연간              |
| -------------------------- | ----------------- | ----------------- | ----------------- | ----------------- | ----------------- | ----------------- | ----------------- | ----------------- | ----------------- | ----------------- | ----------------- | ----------------- | ----------------- |
| 일평균 최고 기온 °C (°F)   | 5.1 (41.2)        | 5.9 (42.6)        | 8.8 (47.8)        | 15.5 (59.9)       | 20.5 (68.9)       | 24.7 (76.5)       | 27.3 (81.1)       | 26.9 (80.4)       | 22.6 (72.7)       | 17.1 (62.8)       | 11.9 (53.4)       | 7.7 (45.9)        | 16.2 (61.1)       |
| 일일 평균 기온 °C (°F)     | 1.7 (35.1)        | 2.4 (36.3)        | 4.8 (40.6)        | 10.8 (51.4)       | 15.7 (60.3)       | 19.7 (67.5)       | 22.1 (71.8)       | 21.6 (70.9)       | 17.5 (63.5)       | 12.6 (54.7)       | 8.2 (46.8)        | 4.4 (39.9)        | 11.8 (53.2)       |
| 일평균 최저 기온 °C (°F)   | −1.6 (29.1)       | −1.0 (30.2)       | 0.9 (33.6)        | 6.1 (43.0)        | 10.9 (51.6)       | 14.8 (58.6)       | 17.1 (62.8)       | 16.4 (61.5)       | 12.5 (54.5)       | 8.1 (46.6)        | 4.5 (40.1)        | 1.1 (34.0)        | 7.5 (45.5)        |
| 평균 강수량 mm (인치)      | 57 (2.2)          | 46 (1.8)          | 42 (1.7)          | 36 (1.4)          | 39 (1.5)          | 54 (2.1)          | 44 (1.7)          | 47 (1.9)          | 46 (1.8)          | 41 (1.6)          | 57 (2.2)          | 74 (2.9)          | 583 (22.8)        |
| 평균 강수일수              | 12                | 11                | 10                | 10                | 9                 | 9                 | 7                 | 8                 | 7                 | 9                 | 11                | 13                | 116               |
| 평균 월간 일조시간         | 93                | 87                | 155               | 180               | 248               | 300               | 310               | 279               | 240               | 186               | 90                | 62                | 2,230             |
| 출처 1: weather2travel.com |                   |                   |                   |                   |                   |                   |                   |                   |                   |                   |                   |                   |                   |
| 출처 2: Climate-Data.org   |                   |                   |                   |                   |                   |                   |                   |                   |                   |                   |                   |                   |                   |

## 자매결연도시
- 러시아 모스크바 (2014년 3월 18일)
- 러시아 볼고그라드 (2013년 11월 19일)
- 러시아 페트로파블롭스크캄차츠키 (2009년)
- 러시아 상트페테르부르크 (2000년)

## 같이 보기
- 노보로시스크